# Hibbertia oxycraspedota
Hibbertia oxycraspedota är en tvåhjärtbladig växtart som beskrevs av Toelken och R.T.Mill. Hibbertia oxycraspedota ingår i släktet Hibbertia och familjen Dilleniaceae. Inga underarter finns listade i Catalogue of Life.